# Alan Peacock
Alan Peacock (født 29. oktober 1937 i Middlesbrough, død juni 2025) var en engelsk fodboldspiller (angriber).
Peacock spillede på klubplan for henholdsvis Middlesbrough, Plymouth Argyle og Leeds United. Længst tid tilbragte han hos Middlesbrough i hjembyen, hvor han var tilknyttet i ni sæsoner, en periode hvor klubben befandt sig i den næstbedste engelske række.
Peacock spillede desuden seks kampe og scorede tre mål for det engelske landshold. Hans første landskamp var et VM 1962-opgør mod Argentina 2. juni 1962, hans sidste en kamp mod Nordirland 10. november 1965. Han var en del af det engelske hold der deltog ved VM i 1962 i Chile. Udover den førnævnte kamp mod Argentina spillede han også i englændernes opgør mod Bulgarien.